# Harvie Krumpet
Harvie Krumpet ist ein Animationsfilm (Knetanimation) aus Australien, von Adam Elliot in Melbourne gedreht (Melodrama Pictures). Dieser Kurzfilm (23 min.) gewann 2003 den Oscar in der Kategorie Bester animierter Kurzfilm, zahlreiche Festivalpreise sowie 2004 den Preis des Australian Film Institute für den besten Kurzfilm.

## Zusammenfassung
Die Handlung beschreibt das Leben des 1922 in Polen geborenen Harvek Milos Krumpetzki. Zu Beginn des Zweiten Weltkriegs kommt er als Flüchtling nach Spotswood in Australien, wo er seinen Namen in Harvie Krumpet ändert. Obgleich sich die Unglücksfälle in seinem Leben aneinanderreihen – er leidet an dem Tourette-Syndrom, wird vom Blitz getroffen und verliert einen Hoden – bleibt Harvie stets optimistisch und lebt sein eigenes, exzentrisches Leben. Er heiratet eine Krankenschwester, die er im Krankenhaus kennengelernt hat. Gemeinsam ziehen sie ein Contergankind, ihre Adoptivtochter, auf. 
Im Laufe seines von Katastrophen geschüttelten Lebens genießt Harvie bis zum Ende die einfachen Freuden des Lebens, während die Menschen um ihn herum kommen und gehen. Eine der Schlüsselszenen des Films zeigt Harvie im Park, neben einer Horaz-Statue sitzend, als er die Aufforderung Carpe diem vernimmt. Dieses Ereignis veranlasst ihn zu zahlreichen Änderungen in seinem Leben; er wird zum Naturisten und führt verwegene Aktionen für Tierrechte durch.

## DVD-Überraschung
Die DVD enthält eine versteckte Überraschung (Easter Egg). Wählt man nach Einlegen der DVD Hauptmenü das Extra-Menü, hebt den Auswahlpunkt Main hervor (auf den blauen Punkt neben dem Wort Main zielen) und drückt dann die Nach Rechts-Taste der Fernbedienung, so erscheint eine Zigarette in Harvies Mund. Drückt man jetzt OK, hört man den berühmten irischen Song Danny Boy.